# Canton de Saint-Maixent-l'École
Le canton de Saint-Maixent-l'École est une circonscription électorale française située dans le département des Deux-Sèvres et la région Nouvelle-Aquitaine.

## Histoire
Il a existé à la fin du 18e siècle un canton de Saint-Maixent. Dès 1801, il a été scindé entre le canton de Saint-Maixent-1 et le canton de Saint-Maixent-2.
Un nouveau découpage territorial des Deux-Sèvres entre en vigueur à l'occasion des premières élections départementales suivant le décret du 18 février 2014. Les conseillers départementaux sont, à compter de ces élections, élus au scrutin majoritaire binominal mixte. Les électeurs de chaque canton élisent au Conseil départemental, nouvelle appellation du Conseil général, deux membres de sexe différent, qui se présentent en binôme de candidats. Les conseillers départementaux sont élus pour 6 ans au scrutin binominal majoritaire à deux tours, l'accès au second tour nécessitant 12,5 % des inscrits au 1er tour. En outre la totalité des conseillers départementaux est renouvelée. Ce nouveau mode de scrutin nécessite un redécoupage des cantons dont le nombre est divisé par deux avec arrondi à l'unité impaire supérieure si ce nombre n'est pas entier impair, assorti de conditions de seuils minimaux. Dans les Deux-Sèvres, le nombre de cantons passe ainsi de 33 à 17.
Le canton de Saint-Maixent-l'École est formé de communes des anciens cantons de Saint-Maixent-l'École-1 (5 communes + 1 fraction) et de Saint-Maixent-l'École-2 (7 communes + 1 fraction). Il est entièrement inclus dans l'arrondissement de Niort. Le bureau centralisateur est situé à Saint-Maixent-l'École.

## Représentation
| Période élective | Période élective | Mandat | Mandat   | Identité             | Nuance | Nuance | Qualité |
| ---------------- | ---------------- | ------ | -------- | -------------------- | ------ | ------ | --- |
| 2015             | 2021             | 2015   | 2021     | Hélène Havette       |        | DVD    | Directrice et professeure des écoles Adjointe au maire de La Crèche, conseillère municipale (opposition) depuis 2020                                                                                     |
| 2015             | 2021             | 2015   | 2021     | Léopold Moreau       |        | LR     | Maître de conférences agrégé en Sciences de gestion Maire de Saint-Maixent-l'Ecole (1989-2020) Ancien conseiller général du Canton de Saint-Maixent-2 (1992-2015) 1er vice-président chargé des Finances |
| 2021             | 2028             | 2021   | en cours | Catherine Pelaud     |        | ECO    | Retraitée des assurances, La Crèche |
| 2021             | 2028             | 2021   | en cours | Jean-François Renoux |        | ECO    | Postier, maire d'Azay-le-Brûlé, membre de Génération écologie |

### Résultats détaillés

#### Élections de mars 2015
À l'issue du 1er tour des élections départementales de 2015, deux binômes sont en ballottage : Roger Largeaud et Patricia Schmidt-Busserolle (Union de la Gauche, 38,98 %) et Hélène Havette et Léopold Moreau (Union de la Droite, 38,08 %). Le taux de participation est de 50,68 % (9 050 votants sur 17 857 inscrits) contre 50,44 % au niveau départemental et 50,17 % au niveau national.
Au second tour, Hélène Havette et Léopold Moreau (Union de la Droite) sont élus avec 51,37 % des suffrages exprimés et un taux de participation de 50,73 % (4 271 voix pour 9 059 votants et 17 857 inscrits).

#### Élections de juin 2021
Le premier tour des élections départementales de 2021 est marqué par un très faible taux de participation (33,26 % au niveau national). Dans le canton de Saint-Maixent-l'École, ce taux de participation est de 31,65 % (5 714 votants sur 18 054 inscrits) contre 32,03 % au niveau départemental. À l'issue de ce premier tour, deux binômes sont en ballottage : Catherine Pelaud et Jean-François Renoux (binôme écologiste, 29,16 %) et Thomas Braud et Helene Havette (Union au centre et à droite, 20,57 %).
Le second tour des élections est marqué une nouvelle fois par une abstention massive équivalente au premier tour. Les taux de participation sont de 34,36 % au niveau national, 31,89 % dans le département et 30,93 % dans le canton de Saint-Maixent-l'École. Catherine Pelaud et Jean-François Renoux (binôme écologiste) sont élus avec 53,9 % des suffrages exprimés (2 729 voix pour 5 580 votants et 18 042 inscrits),,.

## Composition
Le canton de Saint-Maixent-l'École comprend treize communes entières.
| Nom                                           | Code Insee | Intercommunalité     | Superficie (km2) | Population (dernière pop. légale) | Densité (hab./km2) | Modifier                                    |
| --------------------------------------------- | ---------- | -------------------- | ---------------- | --------------------------------- | ------------------ | ------------------------------------------- |
| Saint-Maixent-l'École (bureau centralisateur) | 79270      | CC Haut Val de Sèvre | 5,22             | 7 433 (2022)                      | 1 424              | modifier les données · modifier les données |
| Augé                                          | 79020      | CC Haut Val de Sèvre | 23,33            | 887 (2022)                        | 38                 | modifier les données · modifier les données |
| Azay-le-Brûlé                                 | 79024      | CC Haut Val de Sèvre | 22,10            | 1 952 (2022)                      | 88                 | modifier les données · modifier les données |
| La Crèche                                     | 79048      | CC Haut Val de Sèvre | 34,50            | 5 681 (2022)                      | 165                | modifier les données · modifier les données |
| Exireuil                                      | 79114      | CC Haut Val de Sèvre | 21,06            | 1 562 (2022)                      | 74                 | modifier les données · modifier les données |
| François                                      | 79128      | CC Haut Val de Sèvre | 9,39             | 976 (2022)                        | 104                | modifier les données · modifier les données |
| Nanteuil                                      | 79189      | CC Haut Val de Sèvre | 20,62            | 1 702 (2022)                      | 83                 | modifier les données · modifier les données |
| Romans                                        | 79231      | CC Haut Val de Sèvre | 11,42            | 702 (2022)                        | 61                 | modifier les données · modifier les données |
| Saint-Martin-de-Saint-Maixent                 | 79276      | CC Haut Val de Sèvre | 12,64            | 1 066 (2022)                      | 84                 | modifier les données · modifier les données |
| Sainte-Eanne                                  | 79246      | CC Haut Val de Sèvre | 13,83            | 592 (2022)                        | 43                 | modifier les données · modifier les données |
| Sainte-Néomaye                                | 79283      | CC Haut Val de Sèvre | 10,69            | 1 353 (2022)                      | 127                | modifier les données · modifier les données |
| Saivres                                       | 79302      | CC Haut Val de Sèvre | 21,24            | 1 322 (2022)                      | 62                 | modifier les données · modifier les données |
| Souvigné                                      | 79319      | CC Haut Val de Sèvre | 26,41            | 858 (2022)                        | 32                 | modifier les données · modifier les données |
| Canton de Saint-Maixent-l'École               | 7915       |                      | 232,45           | 26 086 (2022)                     | 112                | modifier les données                        |

## Démographie
En 2022, le canton comptait 26 086 habitants, en évolution de +2,06 % par rapport à 2016 (Deux-Sèvres : +0,18 %, France hors Mayotte : +2,11 %).
| 2013   | 2018   | 2022   |
| ------ | ------ | ------ |
| 25 137 | 26 143 | 26 086 |